# Érica Lopes da Silva
Érica Lopes da Silva (Porto Alegre-RS, 24 de julho de 1936), mais conhecida como "Gazela Negra", é uma corredora de provas de curta distância do Brasil.
Especialista nos 100m e 200m rasos, foi recordista Sul Americana em 1963 nos 100m, 200m e nos 4x100m, e medalhista de bronze na prova dos 4x10m rasos dos Jogos Pan-Americanos de 1963. É considerada a maior velocista do Clube de Regatas do Flamengo de todos os tempos. Seu nome está incluído na Calçada da Fama do Clube de Regatas do Flamengo.
Érica é prima de Ortunho.

## Carreira
Na infância, Érica Lopes da Silva morava numa casa bem próxima à sede do Renner. No clube industriário, iniciou sua carreira atlética em 1955, mas, com o fechamento do departamento de atletismo, logo se transferiu para o Internacional. Já como uma velocista consagrada regionalmente nas provas de 100 m e 200 m, surgem boatos de sua saída da equipe colorada já em 1957.
Inicialmente, como sua irmã havia se mudado para o Rio de Janeiro depois de casar com um atleta do Vasco da Gama, aventa-se a possibilidade de sua transferência para o Flamengo, o que não se confirmou naquele momento.
Em 1958, ela chega ao Grêmio, no auge da expansão do departamento tricolor. Pelo Grêmio, Érica conquistou diversas vitórias em competições estaduais e nacionais. Acabou transferindo-se para o Flamengo no final de 1960.
No rubro-negro carioca, atingiu seu auge, sendo reconhecida como uma das maiores atletas de sua história, ficando conhecida como a "gazela negra". Pelo clube, conquistou o bicampeonato estadual feminino em 1960 e 1961 e duas edições do Troféu Brasil de Atletismo, em 1962 e 1965.
Venceu as provas dos 100 m e dos 200 m no Campeonato Sul-Americano de 1963, sagrando-se tricampeã sul-americana e um jornal venezuelano estampou: "A atleta que corre sorrindo".
Em 1966, casa-se com o saltador do Vasco da Gama Antônio Fernando e abandona as pistas.[4] Permaneceu no Rio de Janeiro, atuando como técnica de atletismo a partir de 1974 no Flamengo, onde ficou até os anos 1990.

## Homenagens
- Em 1962, competiu e venceu uma prova no dia do enterro de sua irmã. Por conta disso, o presidente do Flamengo, Fadel Fadel, entregou uma carta-homenagem do clube.[3]
- É citada no samba-enredo do Grêmio Recreativo Escola de Samba Estácio de Sá de 1995, que homenageou o centenário do Flamengo, no trecho “Gazela Negra, corre o tempo no olhar”.
- Em 2000, seu nome foi incluído na Calçada da Fama do Clube de Regatas do Flamengo.[2]
- Em 2010, a data de seu nascimento, 24 de julho, foi escolhida como "O Dia de Combate ao Racismo nos Esportes na Cidade do Rio de Janeiro" em sua homenagem.[3]
- Em 2020, foi criado por torcedores do Flamengo o Coletivo Preto Gazela Negra, que tem o nome em sua homenagem.[4]
- Em 2022, ele foi uma das altetas citadas na exposição "As Primeiras Damas do Atletismo Brasileiro", que homenageou personagens marcantes da história.[5]

## Conquistas
Como atleta do Grêmio
- Troféu Brasil de Atletismo de 1958 - Medalha de ouro nos 100m rasos e nos 200m rasos.

Como atleta do Flamengo
- Troféu Brasil de Atletismo de 1962 - Medalha de ouro nos 100m rasos e nos 200m rasos.
- Campeonato Sul-Americano de 1963 - Medalha de ouro nos 100m rasos e nos 200m rasos.
- Troféu Brasil de Atletismo de 1965 - Medalha de ouro nos 100m rasos e nos 200m rasos.